# Appendicula anceps
Appendicula anceps är en orkidéart som beskrevs av Carl Ludwig von Blume. Appendicula anceps ingår i släktet Appendicula och familjen orkidéer.

## Underarter
Arten delas in i följande underarter:
- A. a. anceps
- A. a. celebica